# 골로바니프스크

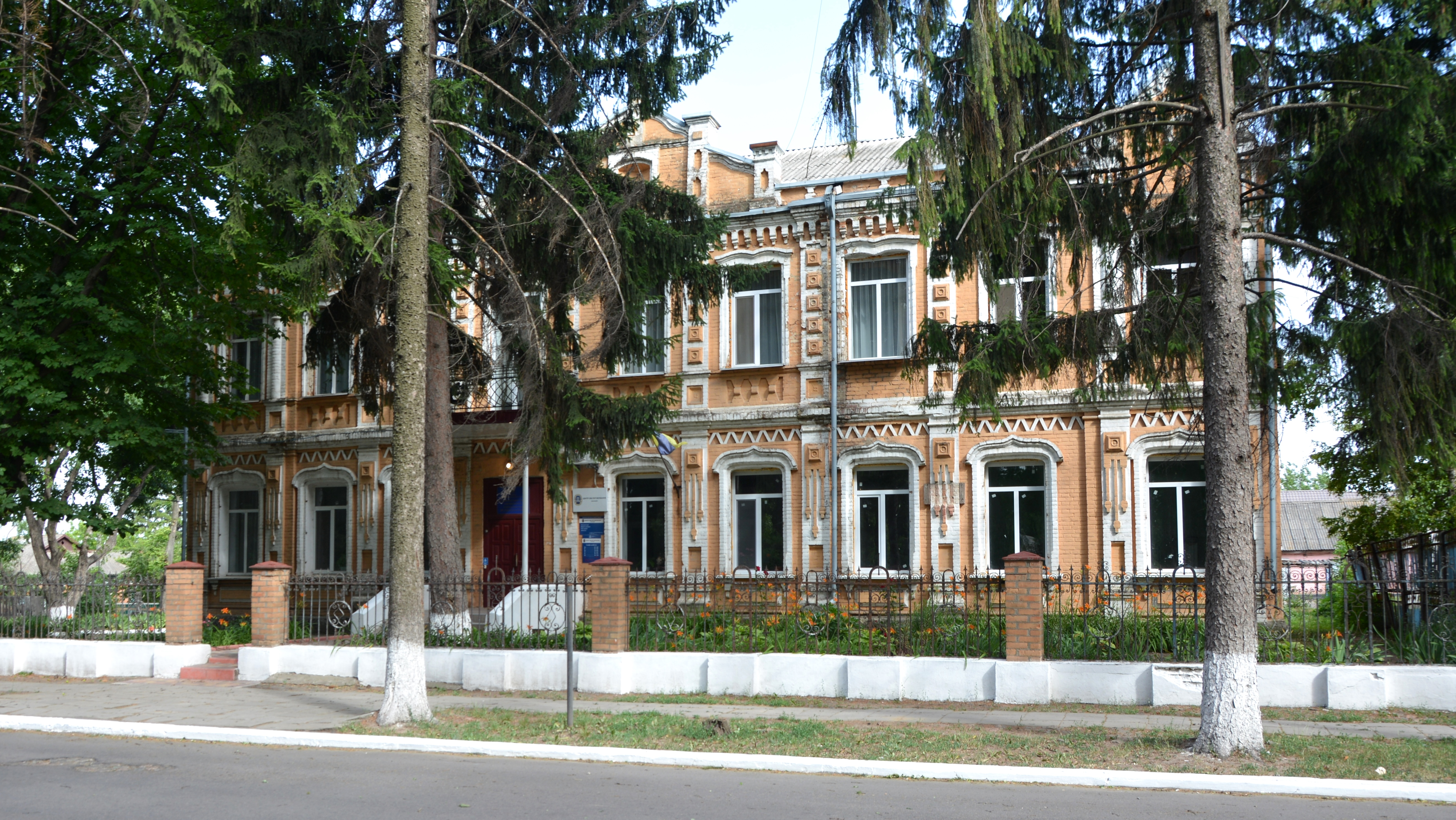
역사적 기념물

골로바니프스크(우크라이나어: Голованівськ)는 우크라이나 중부 키로보흐라드주에 위치한 도시이다.

## 역사
현재보다 3000년 이전에도 사람이 거주했으며, 이는 Kaynara 강의 왼쪽 기슭에 있는 정착지 중앙에서 발견된 Trypil 문화 정착지의 유적에서 알 수 있다. 건립되기 전, 15~18세기에는 우크라이나 코자크의 영토였다. 1764년에 도시가 설립되었다.
19세기 후반에는 4,800명이 이곳에 살았다. 1890년에 도시 근처에 기차역이 건설되었다. 1914년에 우물을 파서 오늘날까지도 사용하고 있다. 1920년 1월 6일부터 15일까지 소련-우크라이나 전쟁 중에 UNR 군대 연대가 이곳에서 작전을 펼쳤다. 제2차 세계 대전 중 골로프니프스크는 1941년 7월 30일부터 1944년 3월 15일까지 나치에 의해 점령되었다. 2015년에는 러시아-우크라이나 전쟁에서 전사한 군인들을 기리는 기념비가 세워졌다.